# Daria Bayandina
Daria Bayandina –en ruso, Дарья Баяндина– (1 de noviembre de 1996) es una deportista rusa que compite en natación sincronizada. Ganó dos medallas de oro en el Campeonato Mundial de Natación de 2017, y dos medallas de oro en el Campeonato Europeo de Natación de 2018.

## Palmarés internacional
| Campeonato Mundial | Campeonato Mundial    | Campeonato Mundial | Campeonato Mundial |
| Año                | Lugar                 | Medalla            | Prueba             |
| ------------------ | --------------------- | ------------------ | ------------------ |
| 2017               | Budapest (Hungría)    | Medalla de oro     | Equipo técnico     |
| 2017               | Budapest (Hungría)    | Medalla de oro     | Equipo libre       |
| Campeonato Europeo |                       |                    |                    |
| Año                | Lugar                 | Medalla            | Prueba             |
| 2018               | Glasgow (Reino Unido) | Medalla de oro     | Equipo técnico     |
| 2018               | Glasgow (Reino Unido) | Medalla de oro     | Equipo libre       |